# ویکتور مونوز (بازیکن فوتبال زاده ۱۹۹۰)
ویکتور مونوز (انگلیسی: Victor Muñoz؛ زادهٔ ۲۵ ژوئیهٔ ۱۹۹۰) بازیکن فوتبال اهل اسپانیا است.
از باشگاه‌هایی که در آن بازی کرده‌است می‌توان به باشگاه فوتبال فینیکس رایزینگ و باشگاه فوتبال اسپورتینگ کانزاس‌سیتی اشاره کرد.